# リチャード・フィッツウィリアム (第6代フィッツウィリアム子爵)

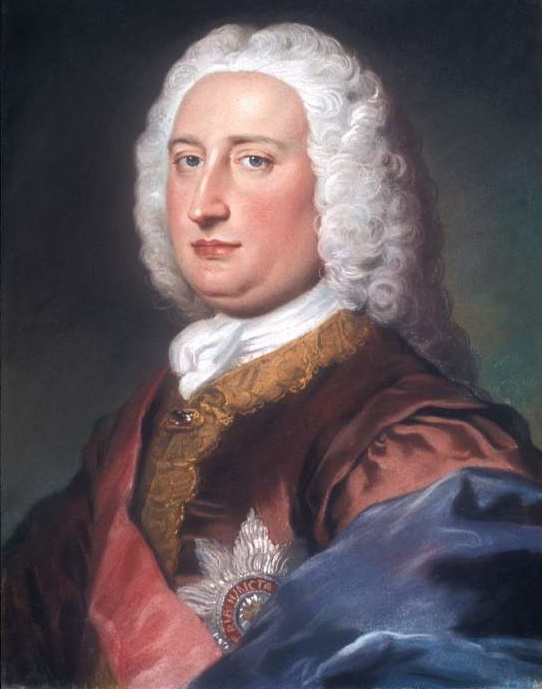
ウィリアム・ホーアによる肖像画、1744年ごろ。

第6代フィッツウィリアム子爵リチャード・フィッツウィリアム（英語: Richard FitzWilliam, 6th Viscount FitzWilliam KB PC (Ire) FRS FSA、1711年7月24日（洗礼日） – 1776年5月25日）は、アイルランド貴族。

## 生涯
第5代フィッツウィリアム子爵リチャード・フィッツウィリアムとフランシス・シェリー（Frances Shelley、1771年11月11日没、第3代準男爵ジョン・シェリーの娘）の息子として生まれ、1711年7月24日にダブリンで洗礼を受けた。
1728年2月27日から1776年5月25日までレンスター副提督を務めた。
1733年11月18日にコルネットとして王立騎兵連隊に入隊、義兄にあたる第9代ペンブルック伯爵ヘンリー・ハーバートの部下として従軍した。1743年にはドイツを転戦した。
1743年6月6日に父が死去すると、フィッツウィリアム子爵の爵位を継承、1751年10月23日にアイルランド貴族院議員に正式に就任した。1744年5月28日にバス勲章を授与され、1746年6月6日にアイルランド枢密院の枢密顧問官に任命された。
1747年12月17日に王立協会フェローに選出され、翌1748年2月23日にはロンドン考古協会フェローに選出された。
1776年5月25日に死去、28日にダブリン県のドニーブルック墓地に埋葬された。長男リチャードが爵位を継承した。妻のキャサリンは1786年3月8日に死去、15日にリッチモンドで埋葬された。

## 家族
1744年5月3日、ウェストミンスターでキャサリン・デッカー（Catherine Decker、1710年頃 – 1786年3月8日、初代準男爵マシュー・デッカーの娘）と結婚、下記の子女を儲けた。
- リチャード（1745年 – 1816年） - 第7代フィッツウィリアム子爵、生涯未婚。遺言状でフィッツウィリアム美術館を創設したことで知られる
- ウィリアム（1749年 – 1810年）
- ジョン（1752年 – 1830年） - 第8代フィッツウィリアム子爵、生涯未婚
- トマス（1755年 – 1833年） - 第9代フィッツウィリアム子爵、子供なし